# Phimochirus holthuisi
Phimochirus holthuisi is een tienpotigensoort uit de familie van de Paguridae. De wetenschappelijke naam van de soort is voor het eerst geldig gepubliceerd in 1961 door Provenzano.